# Momotombo
De Momotombo is een vulkaan in Nicaragua.  
Een uitbarsting in 1610 beschadigde de stad León, de voormalige hoofdstad van het land, in die mate dat de stad dertig kilometer westelijker werd heropgebouwd. De oude site is het nu als werelderfgoed erkende León Viejo. 
Na 110 jaar van inactiviteit spuwde de vulkaan vanaf 30 november 2015 lava, as en veel rook uit. De vorige uitbarsting van de 1297 meter hoge stratovulkaan dateert immers al van 1905. Er was ook een uitbarsting in 1886.
De berg maakt deel uit van de bergketen Cordillera Los Maribios.
|  |  |